# Acraea terpsicore
Papillon fauve d'Asie
Espèce
Acraea terpsicore, le papillon fauve d'Asie, est une espèce d'insectes Lépidoptères de la famille des Nymphalidae, la sous-famille des Heliconiinae et du genre Acraea.
Il fait partie des 4 espèces d'Acraea (Acraea) indo-australiennes.

## Dénomination
Papilio terpsicore Carl von Linné, 1758
Synonymes : Papilio violae (Fabricius), 1793 , Acraea violae (Fabricius, 1793)
Acraea (Acraea ) terpsicore fait partie du sous-genre nominatif. Phylogénétiquement, il se place dans le groupe de neobule, proche de A. horta, espèce-type des Acraea. Avec les espèces voisines A. andromaqua, A. moluccana et A. meyeri, ils forment l'extension indo-australienne du groupe, essentiellement afrotropical.

### Noms vernaculaires
Acraea terpsicore se nomme en anglais Tawny Coster.

## Description
Ce sont de grands papillons de couleur orange ornés de quelques points marron et d'une étroite bordure marron ornée de points clairs sur les postérieures. Les mâles sont plus colorés que les femelles, plus claires. Le revers des antérieures est orange hyalin avec les mêmes taches et bordure marron, le revers des postérieures est beige avec une bordure de taches blanches cerclées de marron très foncé.

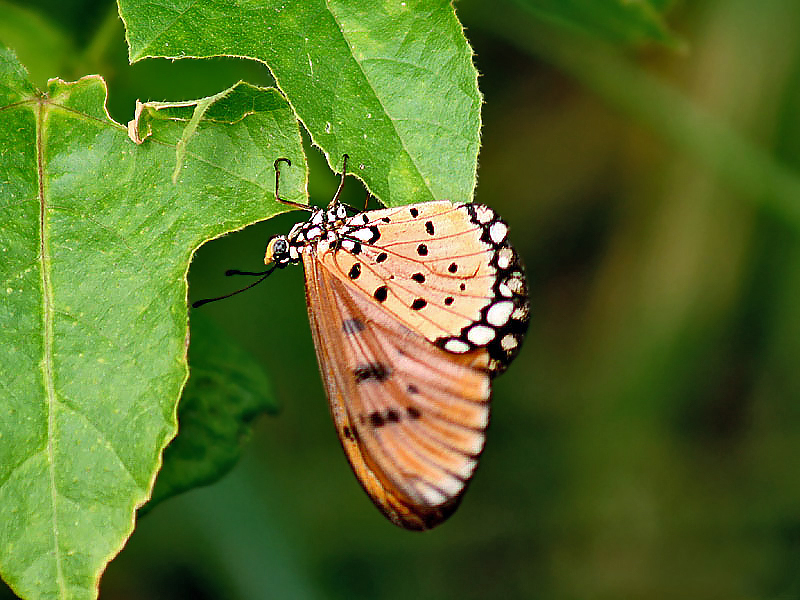
Acraea terpsicore.
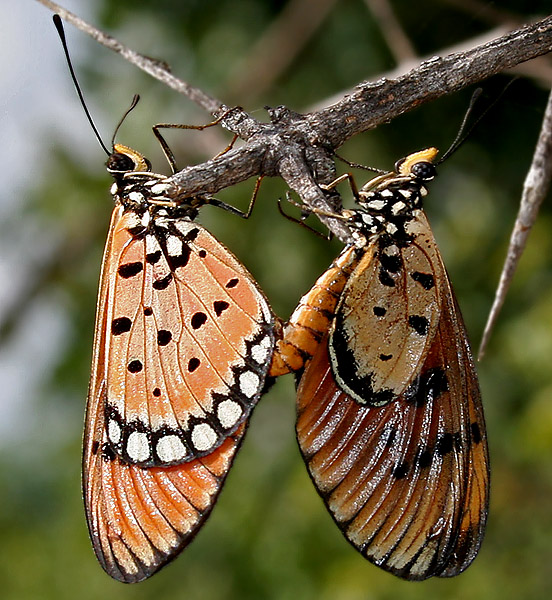
Copulation.
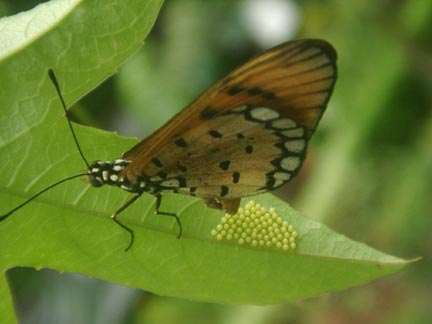
Femelle en cours de ponte.
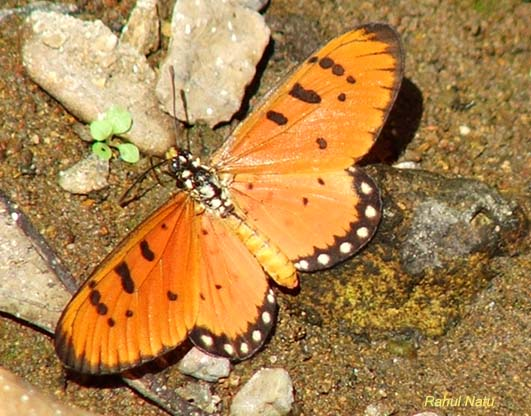
Acraea terpsicore.
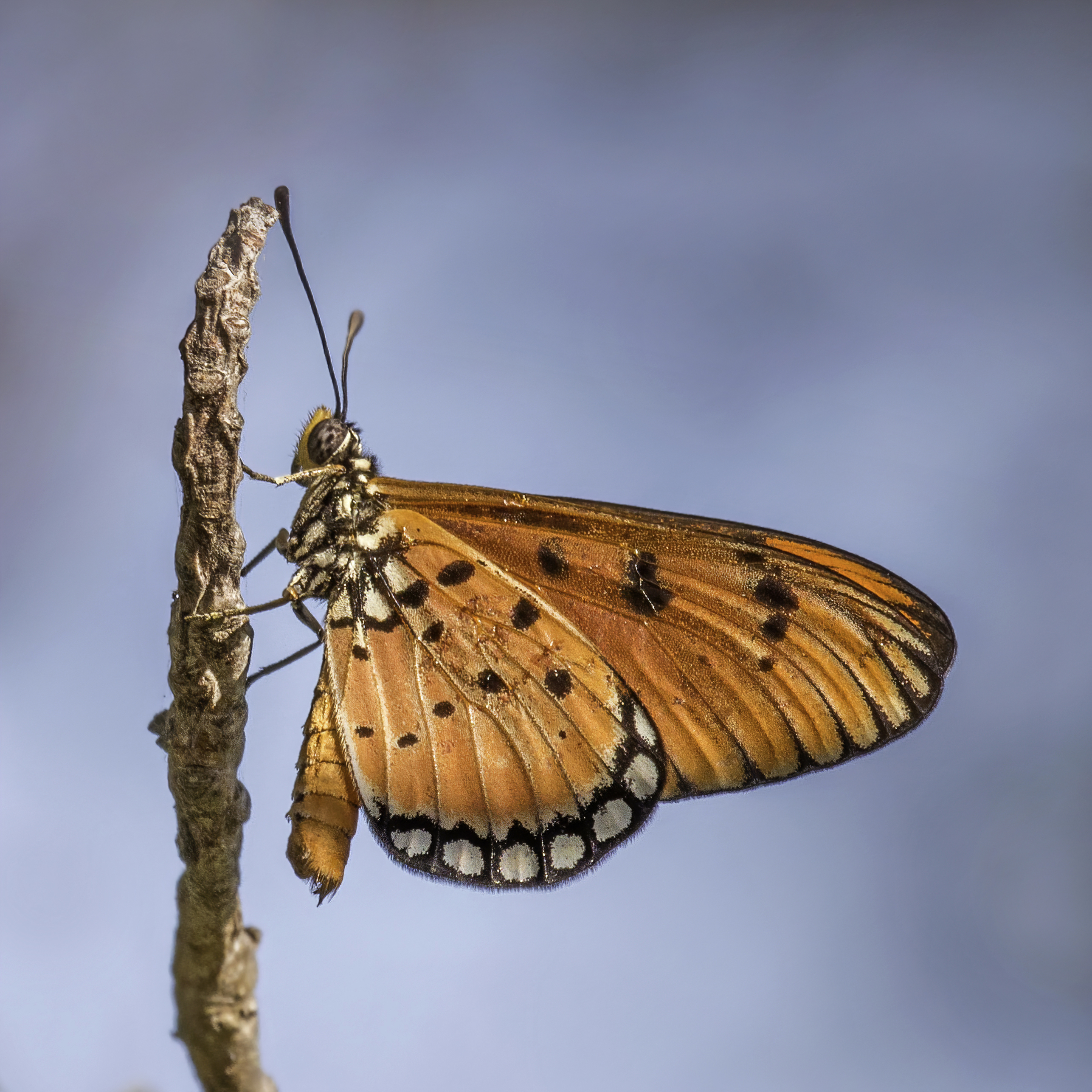
Acraea terpsicore dans le parc national de Komodo en Indonésie.
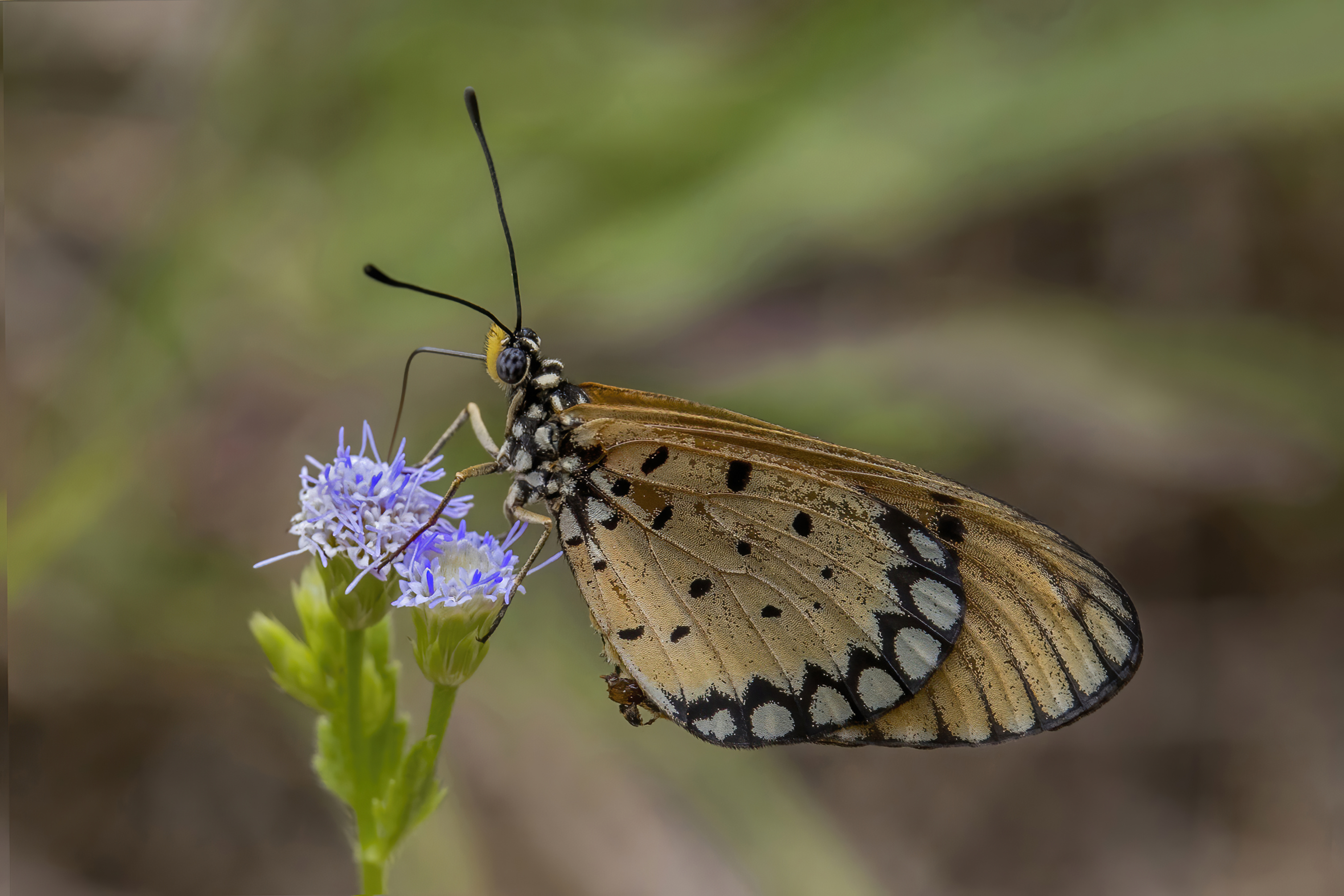
Acraea terpsicore femelle dans le อุทยานแห่งชาติสิรินาถ (th), dans la province de Phuket, Thaïlande.

### Chenille

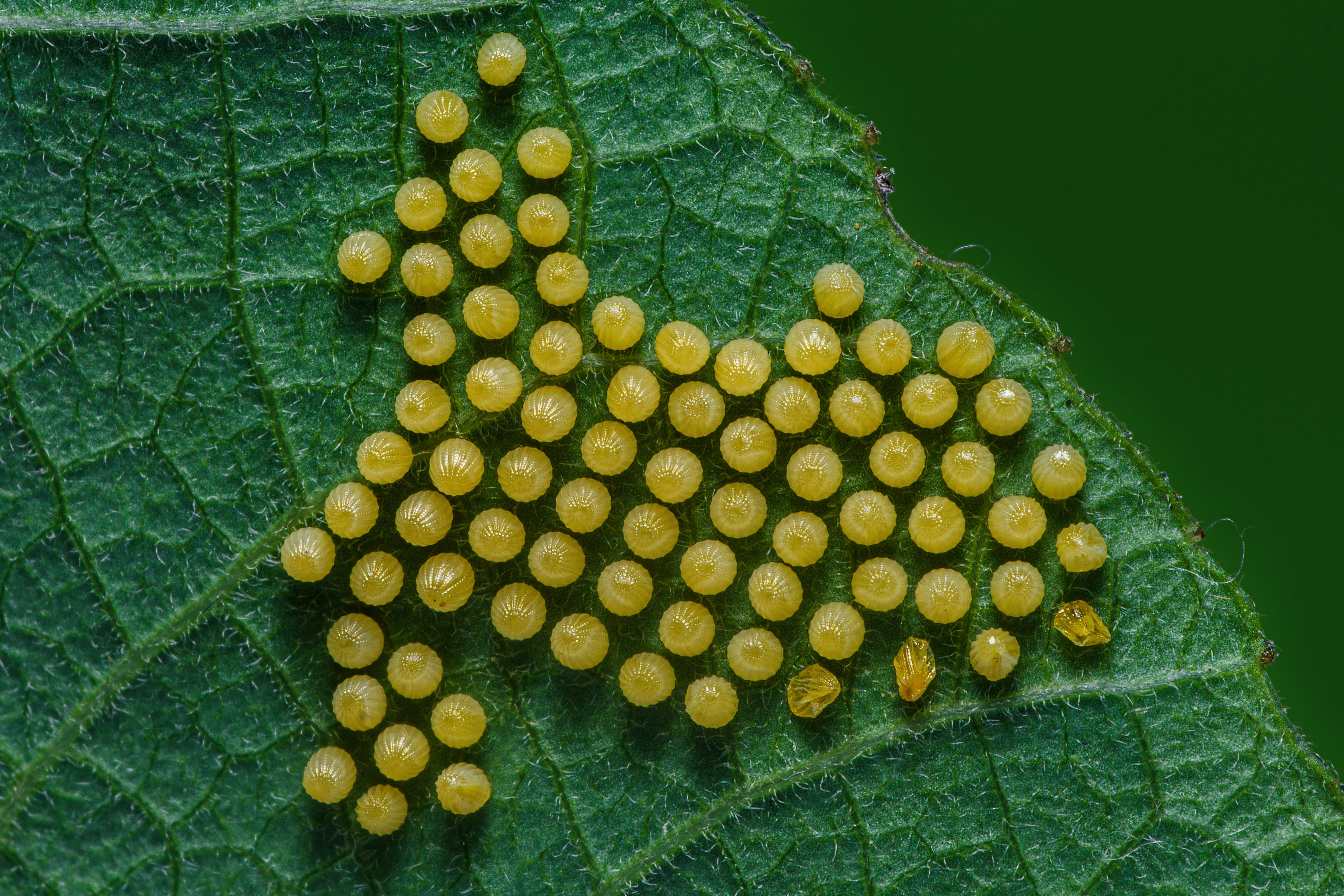
Œufs d'Acraea terpsicore.
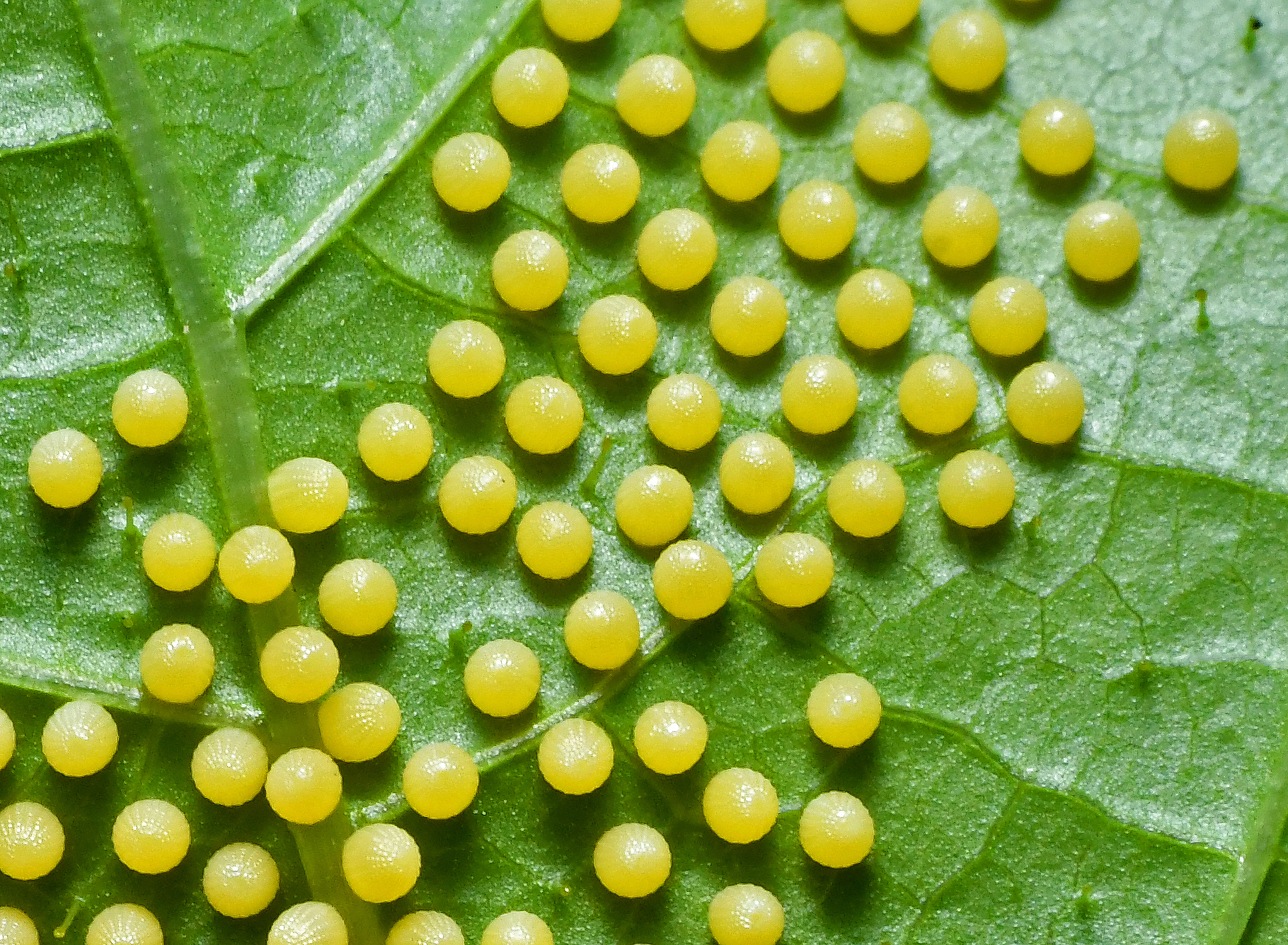
Œufs d'Acraea terpsicore.
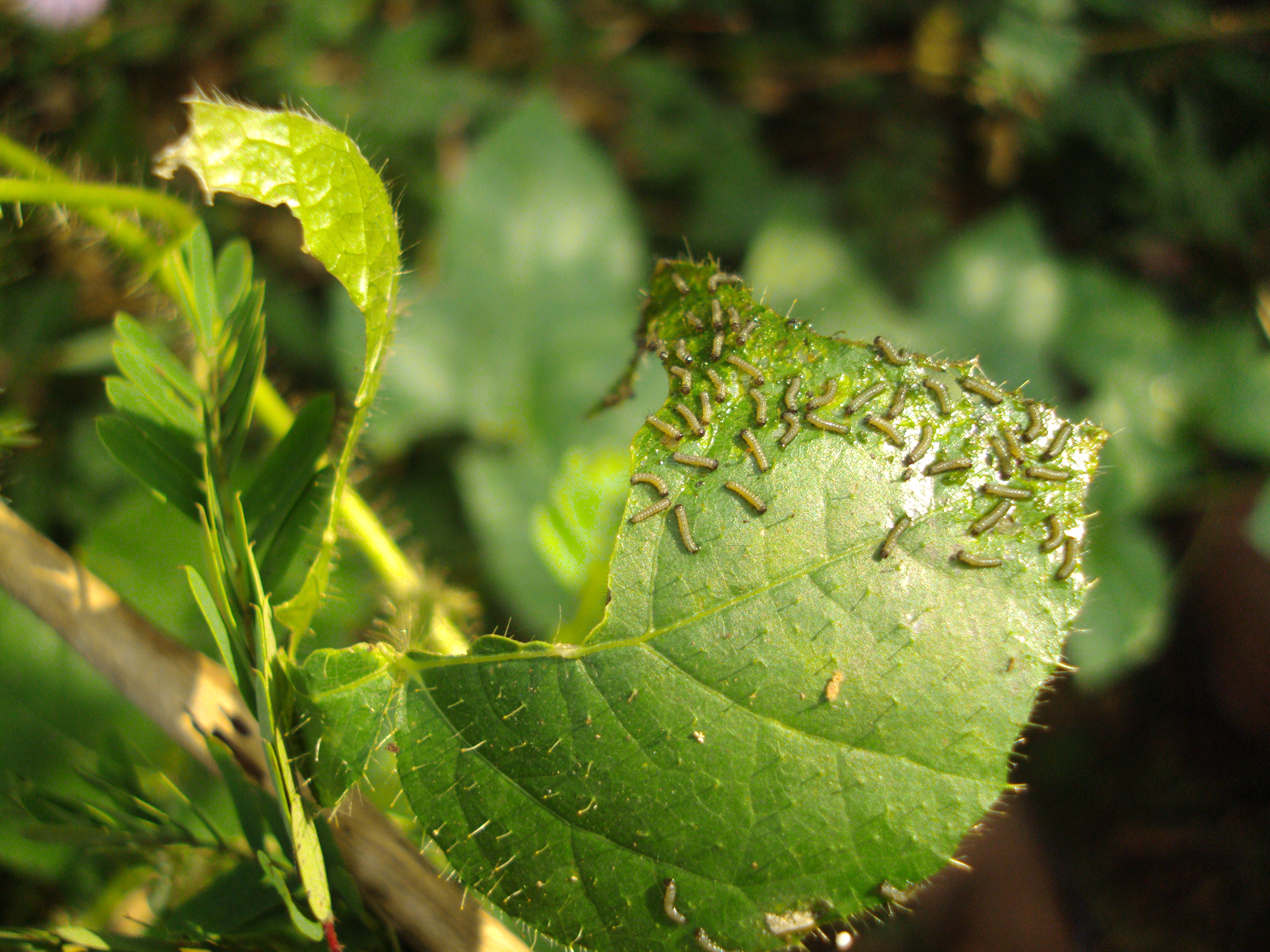
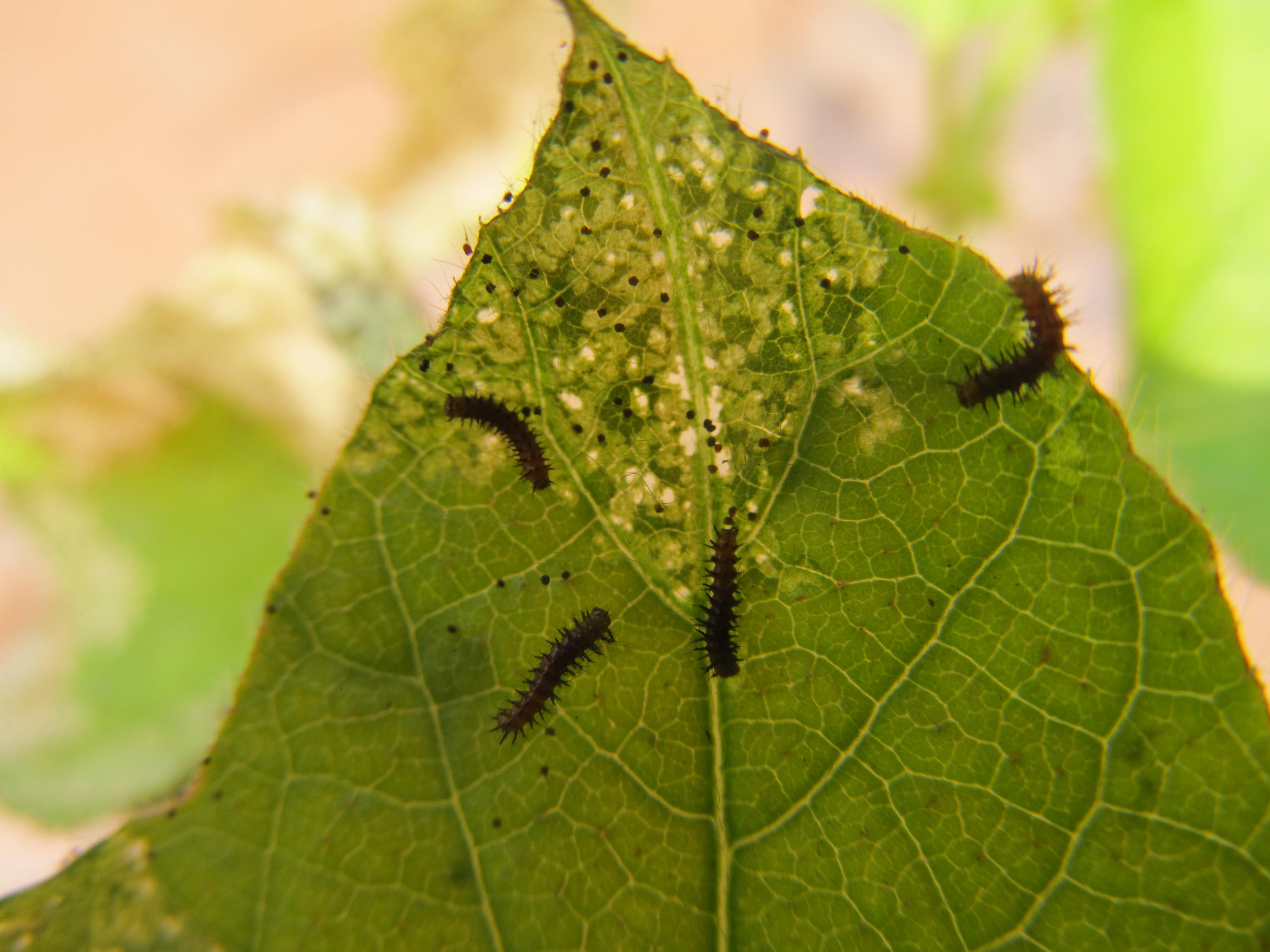
Chenilles d'Acraea terpsicore sur une feuille de Passiflora foetida.
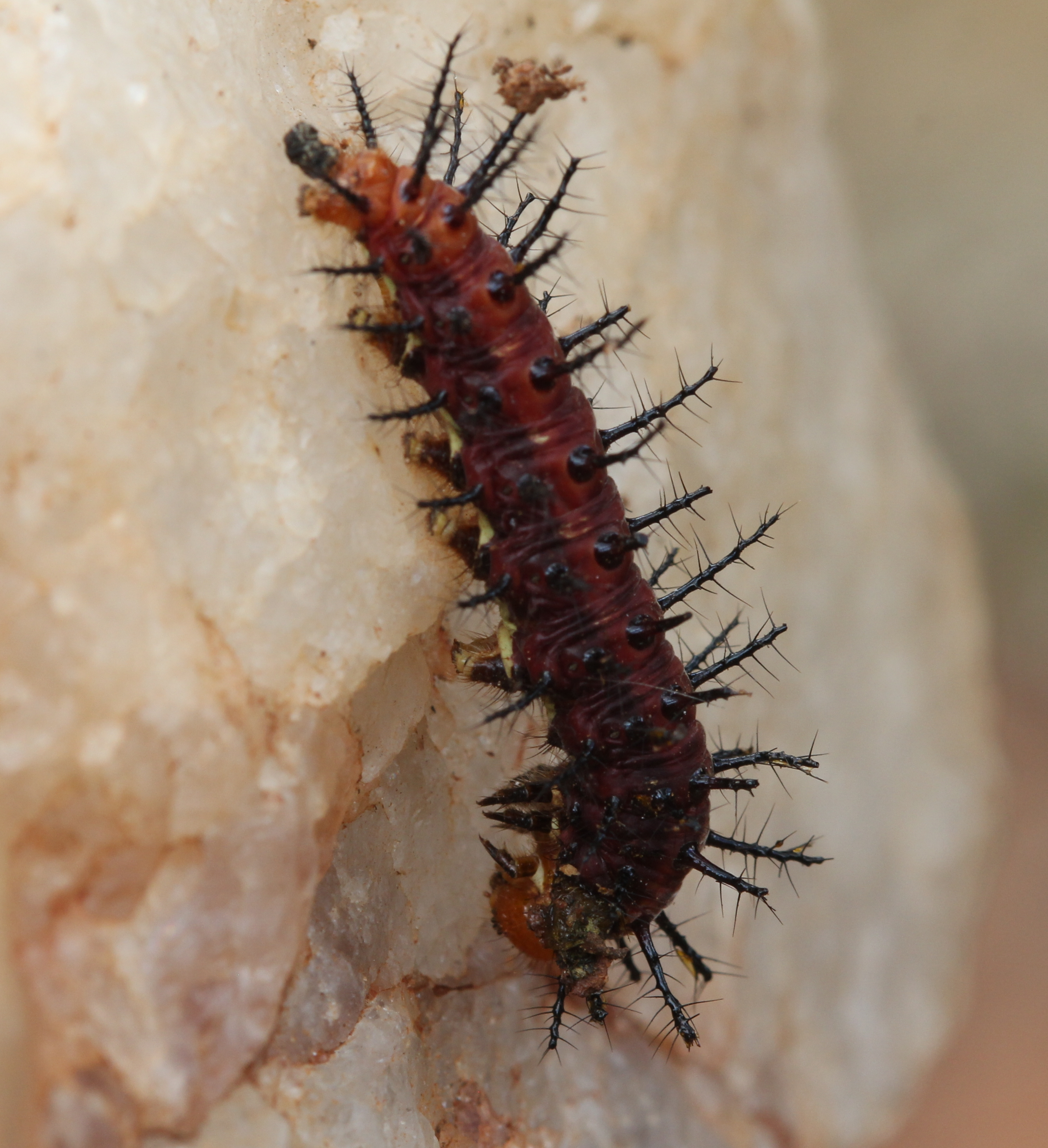
Chenille (ou larve) d'Acraea terpsicore.
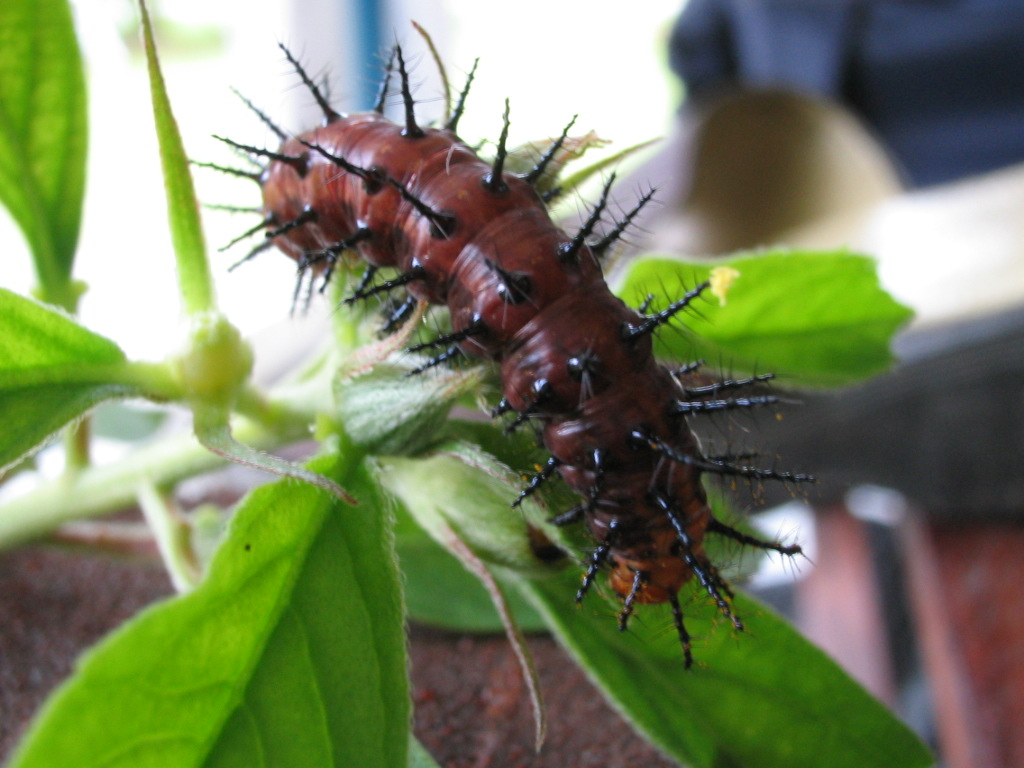
Chenille d'Acraea terpsicore.
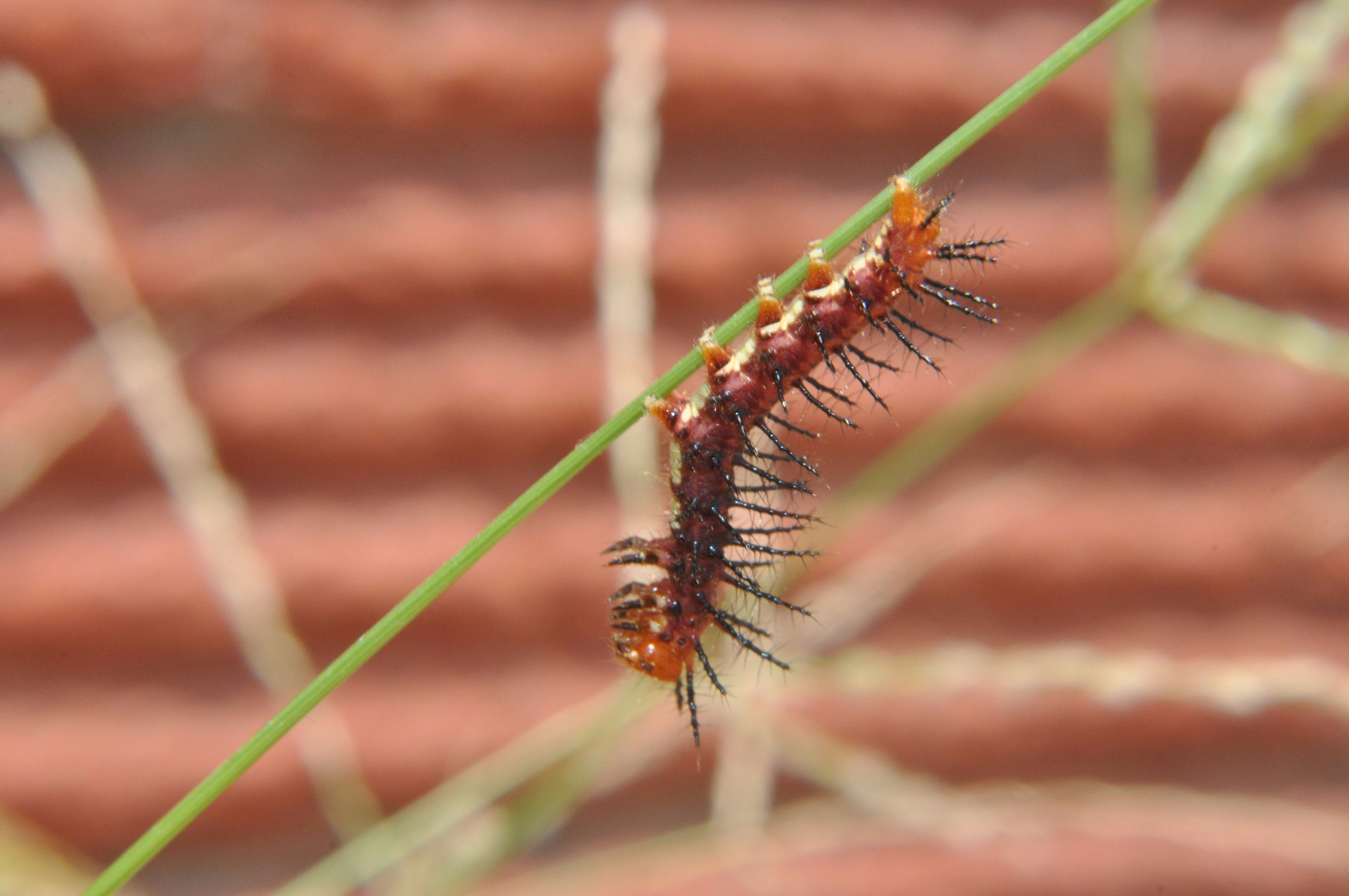
Chenille d'Acraea terpsicore.
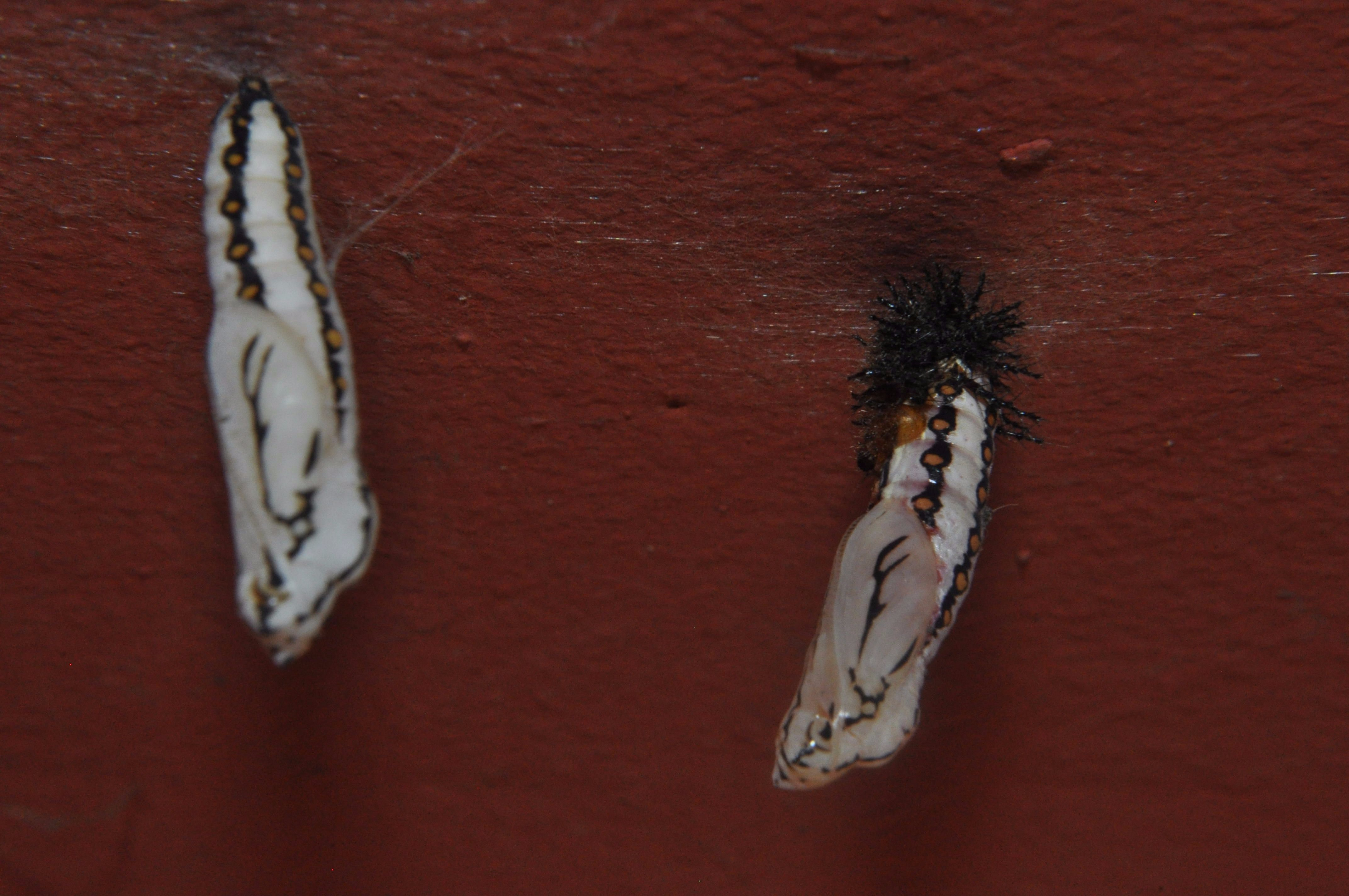
Chrysalides d'Acraea terpsicore.
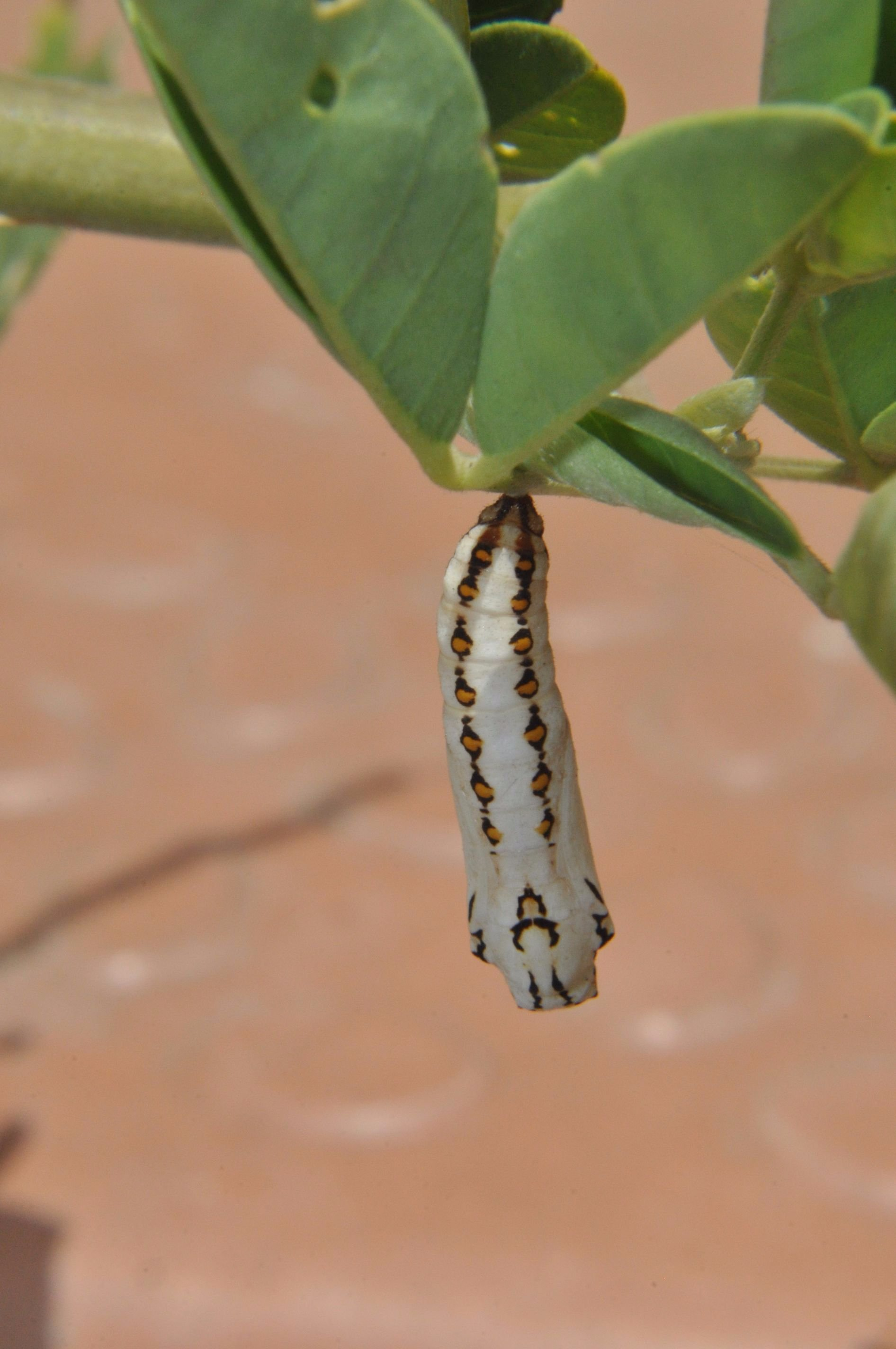
Chrysalide d'Acraea terpsicore.

## Biologie

### Période de vol
Les périodes de vol suivant les lieux sont fonction des flux migratoires.

### Plantes-hôtes
Ses plantes-hôtes sont  des Passifloraceae (Adenia hondala, Modecca palmata, Passiflora foetida et Passiflora tuberosa).

## Écologie et distribution
Acraea terpsicore est présent en Inde et au Sri Lanka (Ceylan), à Kuala Lumpur en Malaisie, en Thaïlande et dans la péninsule indochinoise.

### Biotope
Il habite aussi bien les plaines que les collines.

### Protection
Pas de statut de protection particulier.